# Осова (Вороновский район)
Осова (бел. Асава́) — деревня в Вороновском районе Гродненской области Минской области Белоруссии. В составе Погородненского сельсовета.

## География
Расположена на дороге Н7903.

### Гидрография
Недалеко река Осовка.

## История
В 1940—1963 годах центр Осовского сельсовета.

## Население
- 2009 год — 45 человек (перепись населения)

## Достопримечательность
- Костёл Св. Георгия (Юрия), 1910 —  Историко-культурная ценность Республики Беларусь, шифр 413Г000688
- Плебания

## Галерея
- Старый костёл
- Костёл Св. Георгия
- Костёл Св. Георгия
- Костёл Св. Георгия
- Костёл Св. Георгия
- Плебания
- Плебания
- Новая плебания

## Известные лица
- Галина Александровна Булыко (род. 1960) — белорусский писатель, переводчик

## Ссылка
- Справочник. Осова